# Kiribatis flag
Kiribatis flag har været brugt siden uafhængighed fra Storbritannien i 1979. Den øverste halvdel er rød med en guldfarvet fregatfugl (Fregata minor) som flyver over en opadstigende sol. Den nederste halvdel er blå med tre horisontale bølgeformede striber som repræsenterer havet og de tre øgrupper (Gilbert-, Phoenix- og Linjeøerne). De 17 solstråler repræsenterer de 16 Gilbert-øer og Banaba.